# Franciscanessen van Heythuysen
De Franciscanessen van Heythuysen, ook wel Zusters van de Boetvaardigheid, officieel Zusters van de Boetvaardigheid en van de Christelijke Liefde van de Derde Orde van de H. Franciscus (Latijn: Sorores de Poenitentia ac Charitate Christiana Tertii Ordinis Sancti Francisci ; afgekort OSF) is een Rooms-katholieke zustercongregatie van franciscanessen, die in 1835 door Maria Catharina Daemen in het Nederlands-Limburgse dorp Heythuysen werd gesticht. De congregatie houdt zich bezig met onderwijs aan arme kinderen en de zorg voor behoeftigen en zieken. Het moederhuis van de congregatie is het Sint-Elisabethklooster in Heythuysen.

## Geschiedenis

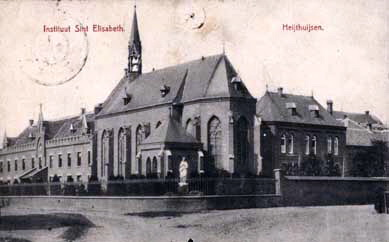
Het moederklooster in Heythuysen, vóór de verwoesting in 1944

De congregatie werd in 1835 gesticht door de uit Ohé en Laak afkomstige Catharina Daemen (1787-1858), "moeder Magdalena" genoemd. Tien jaar eerder was een poging tot kloosterstichting door de Heythuysense pastoor Petrus van der Zandt (1784-1870) mislukt. Catharina Damen, die al in 1817 in Maaseik haar professie in de wereldlijke Derde orde van de H. Franciscus had afgelegd, zette haar verlangen om een kloosterleven te leiden door. Op 10 mei 1835 stelde zij zich, samen met enkele andere vrouwen, onder de Regel van de H. Franciscus en was de nieuwe congregatie een feit. Pauselijke goedkeuring kwam pas in 1869.
De congregatie ontwikkelde zich voorspoedig. In 1846 werd een tweede klooster gesticht in Oldenzaal, waar de zusters zich bezighielden met katholiek onderwijs aan meisjes, en ziekenverzorging. Vanaf 1852 werden er kloosters en pensionaten gevestigd in Duitsland; vanaf 1856 ook in België. In 1856 werd Peter Joseph Savelberg rector van het meisjespensionaat Nonnenwerth (bij Bonn) van de Franciscanessen van Heythuysen. Savelberg zou later diverse kloostercongregaties stichten. Catharina Daemen, die in 1835 de eerste moeder-overste was geworden, overleed in 1858 in Heythuysen. Haar congregatie telde toen, zoals zij twintig jaar eerder had voorzien, 17 kloosters.
Na haar dood bleef de groei doorgaan, zodat er in 1934 in Nederland 34 kloosters ('huizen') waren, de meeste met scholen en/of gezondheidscentra. In Nederland waren er vestigingen in Amsterdam (klooster en Fons Vitae Lyceum, 1914-1980), Baarn, Haarlem (1882-1964), Jutphaas (1895-1954), Utrecht (klooster bij de Sint-Antoniuskerk in Lombok, 1903-2022), Eemnes (Klooster met Heilig Hartschool, 1875-1954), Almelo (1858-?), Oldenzaal (1848-1996), 's-Heerenberg (1866-1949), Zeddam (Sint-Jozefklooster, 1876-1949), Silvolde (1862-1971), Huissen (Sint-Elisabethklooster, 1866-1965), Eindhoven (Sint-Jozefklooster, 1942-2000), Nederweert (1868-?), Brunssum (Sint-Josephklooster, 1857-2002), Heerlen (1863-1975), Valkenburg (Franciscanessenklooster, 1865-1959), Bunde (Huize Overbunde, 1876-1977) en Maastricht (Franciscanessenklooster Wyck, 1863-±1985). Ook werden internaten en kweekscholen gevestigd in onder andere Mook (1870-1944).

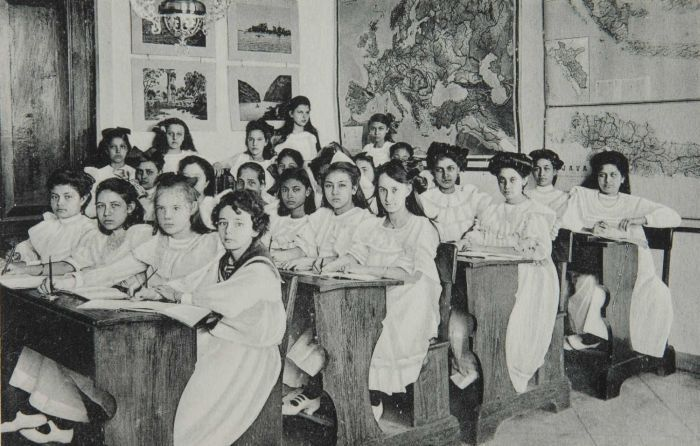
Schoolmeisjes in een school van de Zusters Franciscanessen in Magelang

In 1870 werden de zusters actief in de missie in Nederlands-Indië. De generaal-overste "moeder Aloysia" stemde in dat jaar toe om tien zusters naar het in 1809 gestichte Rooms-katholieke weeshuis van Semarang uit te zenden, dit na lang aandringen van de pastoor van Semarang, Joseph Lijnen. In 1908 werkten er 150 zusters in Indië. In dat jaar openden de congregatie het eerste pensionaat voor inlandse meisjes. In 1914 volgde de eerste erkende kweekschool voor inlandse onderwijzeressen op Java, uiteraard op katholieke leest. Verder hadden de zusters er diverse scholen, een internaat, een weeshuis en diverse ziekenhuizen en klinieken. In 1934 waren er twaalf 'huizen' in Indië; begin jaren 60 waren er dat nog maar twee.
Rond het midden van de 20e eeuw was de congregatie op haar hoogtepunt met wereldwijd ongeveer 4300 zusters in 172 kloosters, onder andere in België (vanaf 1856), Duitsland (vanaf 1852), Polen, Italië, de Verenigde Staten van Amerika (vanaf 1874), Mexico, Guatemala, Brazilië (vanaf 1872), Indonesië (vanaf 1870) en Tanzania (1959-1972). Van 1900 tot 1955 was de missie in Indonesië onderdeel van de Nederlandse provincie, waarna het een zelfstandige provincie werd. Hetzelfde gebeurde met de aanvankelijk onder de provincie Duitsland ressorterende missiegebieden Noord-Amerika en Brazilië. Het generalaat verhuisde in 1959 naar Rome; het Nederlandse provincialaat (met 28 'huizen' in Nederland en één in België) bleef in Heythuysen gevestigd.
In Nederland was de congregatie vooral actief in het onderwijs en de ziekenzorg met tientallen scholen, vijf internaten en drie kweekscholen voor onderwijzeressen. In Oldenzaal, Winterswijk en Brunssum waren de zusters jarenlang actief in ziekenhuizen; elders deden ze dat in de wijkverpleging. Afdelingen van deze Vereenigingen van Vrouwen waren o.a. te vinden in Rotterdam (1925-1965), Den Haag (1930-1945), Noordwijk (1922-1938), Zwartemeer, Winterswijk, Venray, Thorn en Stevensweert.
Door vergrijzing en minder roepingen is het aantal zusters in de Nederlandse provincie van de Franciscanessen van Heythuysen sterk gedaald (van 1200 in 1948 naar 300 in 1994). Het is niet bekend hoeveel zusters er thans nog zijn.

## Afbeeldingen

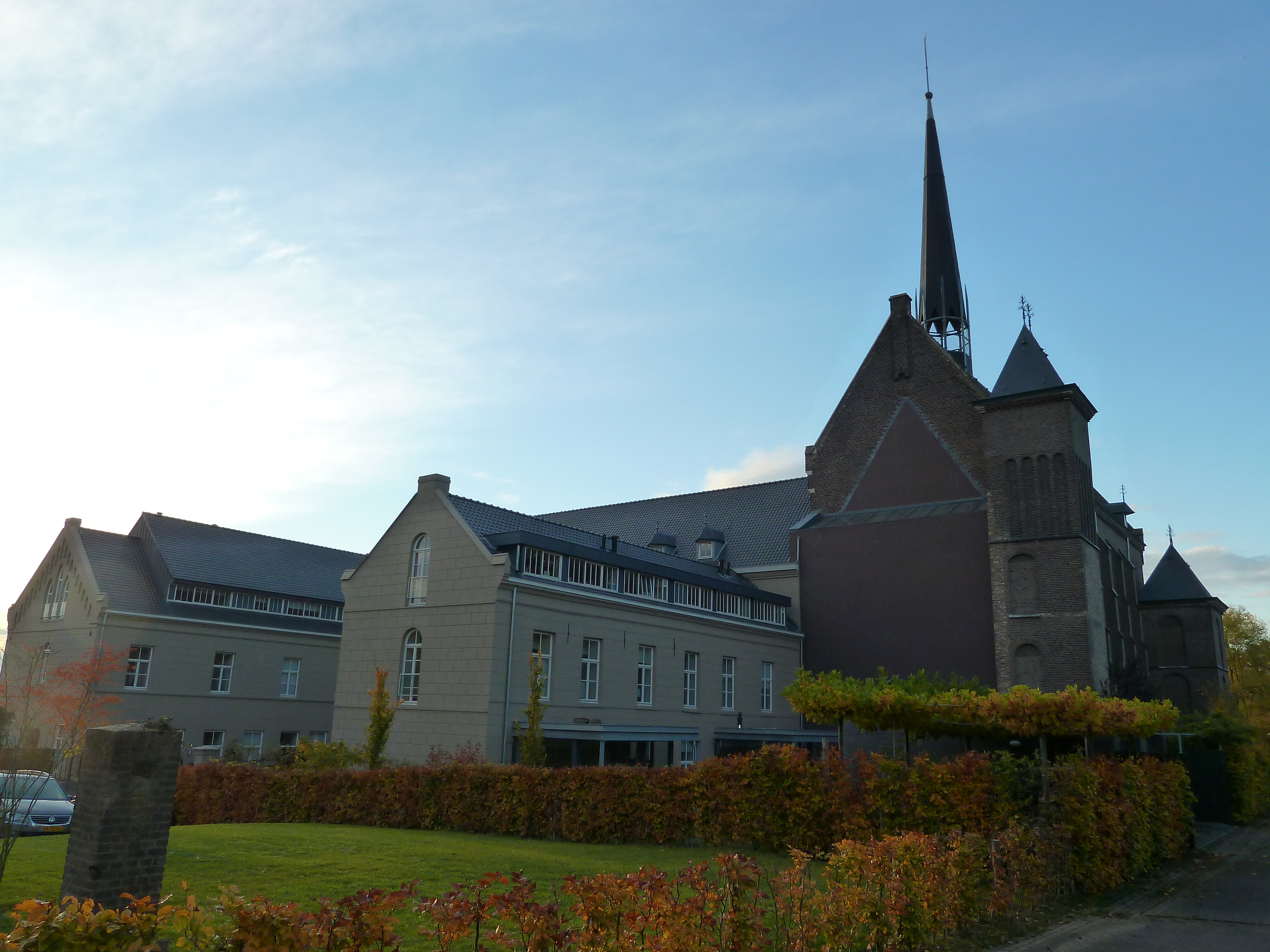
Huize Overbunde, Bunde
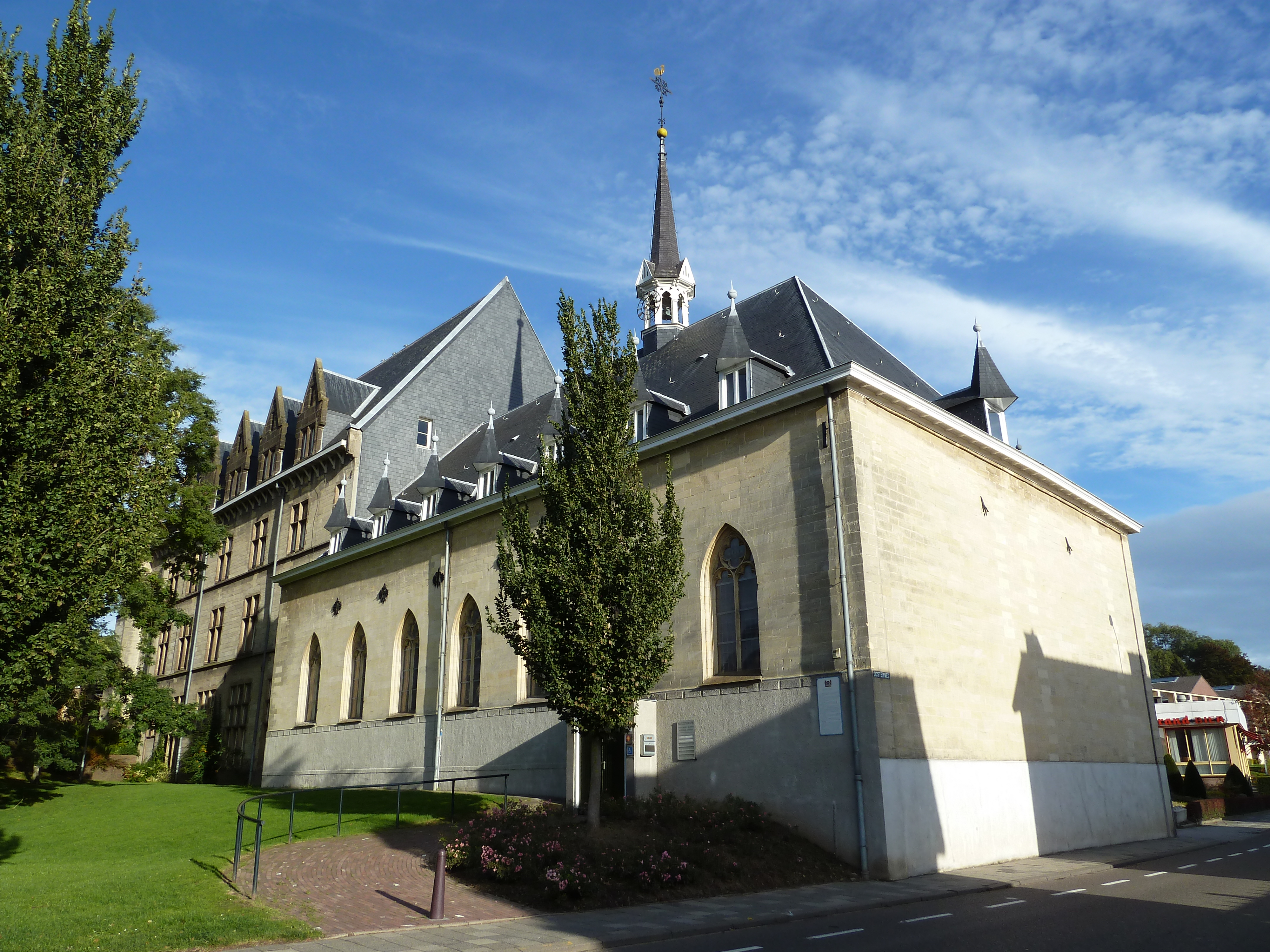
Franciscanessenklooster, Valkenburg
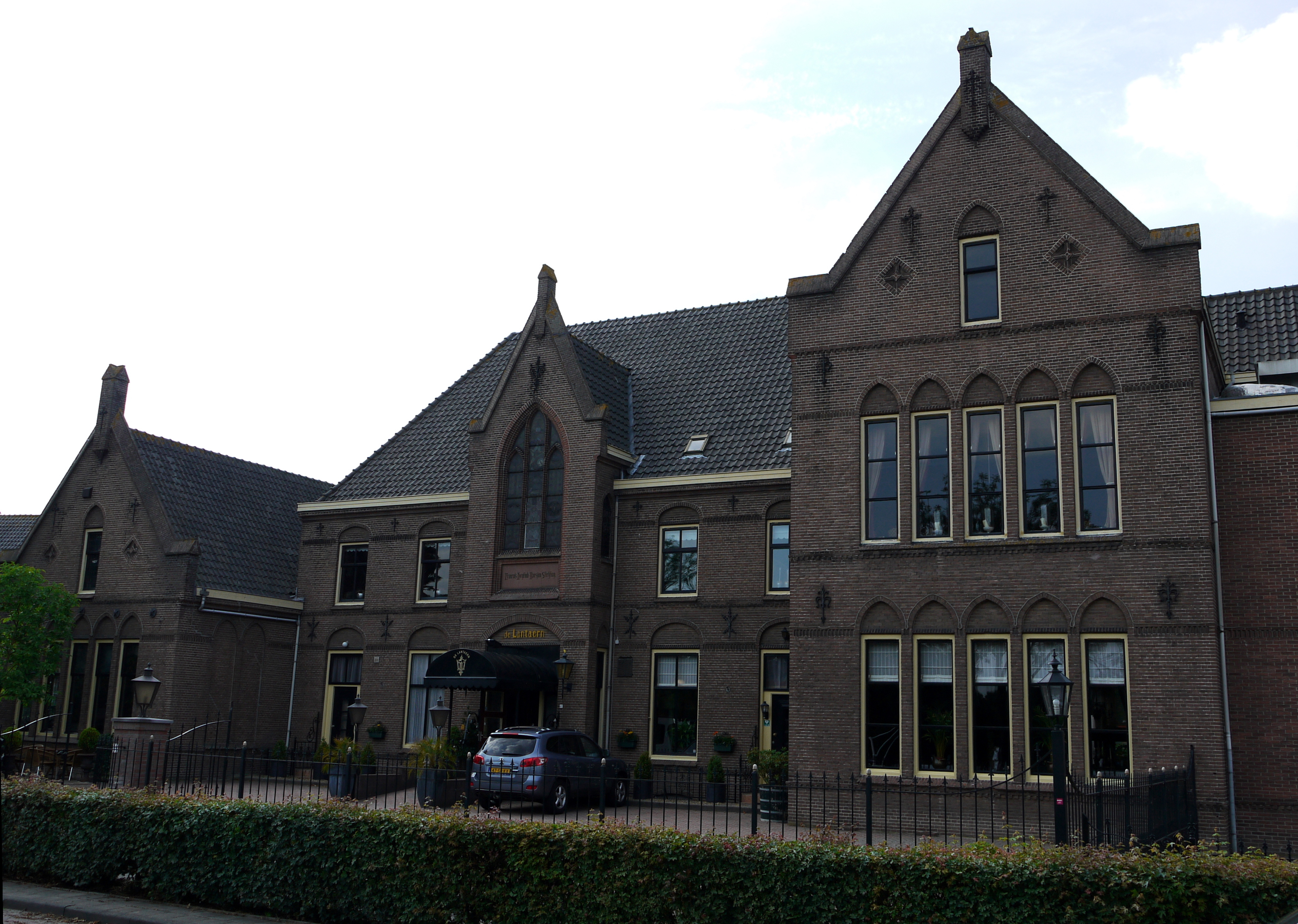
Klooster en school, Jutphaas
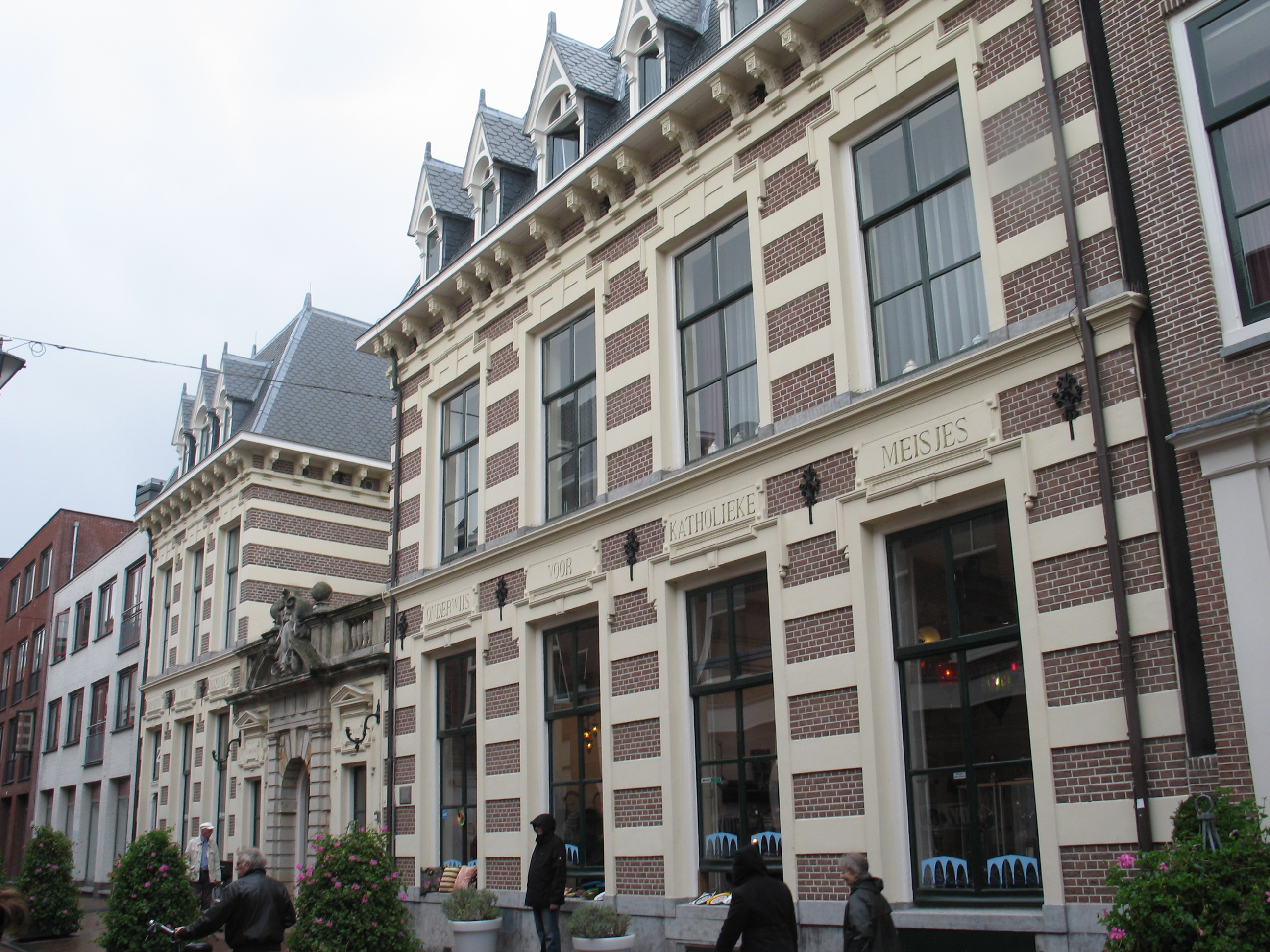
R.K. Meisjesschool, Haarlem